# Florin Răducioiu
Florin Valeriu Răducioiu (Bukarest, 1970. március 17. –) román válogatott labdarúgó.
A román válogatott tagjaként részt vett az 1990-es, az 1994-es világbajnokságon és az 1996-os Európa-bajnokságon.
A labdarúgás történetének első játékosa, aki szerepelt az öt legrangosabbnak tartott európai bajnokságban.

## Góljai a válogatottban
| #  | Dátum               | Helyszín                                        | Ellenfél      | Eredmény | Végeredmény | Sorozat                 |
| -- | ------------------- | ----------------------------------------------- | ------------- | -------- | ----------- | ----------------------- |
| 1  | 1990. december 5.   | Nemzeti Stadion, Bukarest, Románia              | San Marino    | 3–0      | 6–0         | 1992-es Eb-selejtező    |
| 2  | 1991. március 27.   | Stadio Olimpico, Serravalle, San Marino         | San Marino    | 2–1      | 3–1         | 1992-es Eb-selejtező    |
| 3  | 1992. november 29.  | GSZ Stadion, Lárnaka, Ciprus                    | Ciprus        | 2–0      | 4–1         | 1994-es vb-selejtező    |
| 4  | 1993. június 2.     | Všešportový areál, Kassa, Csehszlovákia         | Csehszlovákia | 1–1      | 2–5         | 1994-es vb-selejtező    |
| 5  | 1993. június 2.     | Všešportový areál, Kassa, Csehszlovákia         | Csehszlovákia | 2–2      | 2–5         | 1994-es vb-selejtező    |
| 6  | 1993. szeptember 8. | Svangaskarð, Toftir, Feröer                     | Feröer        | 1–0      | 4–0         | 1994-es vb-selejtező    |
| 7  | 1993. szeptember 8. | Svangaskarð, Toftir, Feröer                     | Feröer        | 2–0      | 4–0         | 1994-es vb-selejtező    |
| 8  | 1993. szeptember 8. | Svangaskarð, Toftir, Feröer                     | Feröer        | 3–0      | 4–0         | 1994-es vb-selejtező    |
| 9  | 1993. szeptember 8. | Svangaskarð, Toftir, Feröer                     | Feröer        | 4–0      | 4–0         | 1994-es vb-selejtező    |
| 10 | 1993. október 13.   | Ghencea Stadion, Bukarest, Románia              | Belgium       | 1–0      | 2–1         | 1994-es vb-selejtező    |
| 11 | 1993. november 17.  | Cardiff Arms Park, Cardiff, Wales               | Wales         | 2–1      | 2–1         | 1994-es vb-selejtező    |
| 12 | 1994. június 18.    | Rose Bowl, Pasadena, USA                        | Kolumbia      | 1–0      | 3–1         | 1994-es vb, A csoport   |
| 13 | 1994. június 18.    | Rose Bowl, Pasadena, USA                        | Kolumbia      | 3–1      | 3–1         | 1994-es vb, A csoport   |
| 14 | 1994. július 10.    | Stanford Stadion, Stanford, USA                 | Svédország    | 1–1      | 2–2         | 1994-es vb, negyeddöntő |
| 15 | 1994. július 10.    | Stanford Stadion, Stanford, USA                 | Svédország    | 2–1      | 2–2         | 1994-es vb, negyeddöntő |
| 16 | 1994. szeptember 7. | Ghencea Stadion, Bukarest, Románia              | Azerbajdzsán  | 3–0      | 3–0         | 1996-os Eb-selejtező    |
| 17 | 1995. március 29.   | Ghencea Stadion, Bukarest, Románia              | Lengyelország | 1–1      | 2–1         | 1996-os Eb-selejtező    |
| 18 | 1995. április 26.   | Hüseyin Avni Aker Stadion, Trabzon, Törökország | Azerbajdzsán  | 1–0      | 4–1         | 1996-os Eb-selejtező    |
| 19 | 1995. április 26.   | Hüseyin Avni Aker Stadion, Trabzon, Törökország | Azerbajdzsán  | 3–1      | 4–1         | 1996-os Eb-selejtező    |
| 20 | 1995. április 26.   | Hüseyin Avni Aker Stadion, Trabzon, Törökország | Azerbajdzsán  | 4–1      | 4–1         | 1996-os Eb-selejtező    |
| 21 | 1996. június 18.    | Elland Road, Leeds, Anglia                      | Spanyolország | 1–1      | 1–2         | 1996-os Eb, B csoport   |

## Sikerei, díjai
Dinamo București
- Román bajnok (1): 1989–90
- Román kupa (2): 1985–86, 1989–90

AC Milan
- UEFA-bajnokok ligája (1): 1993–94
- Olasz bajnok (1): 1993–94
- Interkontinentális kupa döntős (1): 1993
- Olasz szuperkupa (1): 1993

VfB Stuttgart
- KEK-döntős (1): 1997-98